# Guerra tra Mafia e Camorra
La guerra tra Mafia e Camorra è stato uno scontro, durato dal 1915 fino al 1917, tra le due più potenti organizzazioni criminali di New York che ha visto contrapposti la Famiglia Morello e la Camorra newyorkese.

## Storia
Inizialmente, i Morello e i gruppi camorristici avevano buoni rapporti, però, data l'avidità dei Morello per il controllo del racket e del gioco d'azzardo, cominciarono le tensioni tra i due gruppi che in seguito culminarono nell'uccisione di Giosuè Gallucci, definito re di Little Italy, e di suo figlio avvenuta il 17 maggio 1915. Dopo l'uccisione, iniziò una vera e propria guerra tra i due gruppi. Il 24 giugno 1916, i Morello e i due gruppi camorristici Navy Street e Coney Island si riunirono per organizzare l'uccisione di Giuseppe Joseph DeMarco, il quale aveva già subito due attentati dai quali si salvò miracolosamente. Dato che DeMarco conosceva tutti i Morello, essi decisero che Verizzano, suo caro amico, dovesse tendere l'agguato insieme ad alcuni sicari della camorra. Il 20 luglio 1916, Verizzano e due sicari della camorra uccisero Giuseppe Joseph DeMarco e un suo Picciotto. Con la sua morte, i Morello aumentarono il loro controllo sul gioco d'azzardo, ma anche la camorra ne approfittò e iniziò le proprie operazioni di controllo del gioco d'azzardo a Manhattan. Alessandro Vollero, leader dei Navy Street, ruppe l'alleanza coi Morello e chiese una riunione per concordare un'alleanza coi massimi vertici della Camorra e sconfiggere i Morello. Il 7 settembre 1916, i Navy Street tesero con l'inganno un agguato a Nicholas Morello e a Carlo Charles Ubriaco, uccidendoli entrambi. La persona che portò alla sconfitta della Camorra fu Ralph Daniello, ex membro dei Navy Street, il quale collaborò come informatore con le forze dell'ordine parlando delle attività illegali della gang. Grazie alle sue testimonianze furono arrestati diversi leader e affiliati dei Navy Street e i Morello vinsero la guerra.
Ralph Daniello verrà in seguito ucciso a colpi d'arma da fuoco nel 1925 a Metuchen, nel New Jersey.